# Olga Burjakina
Olga Burjakina, född den 17 mars 1958 i Moskva, dåvarande Sovjetunionen, är en sovjetisk tidigare  basketspelare som var med och tog OS-brons 1988 i Seoul.